# Суверенітет споживача
Суверенітет споживача — це економічна концепція, згідно з якою споживач має певну владу над товарами, які виробляються, і що споживач є найкращим суддею щодо свого добробуту.
Суверенітет споживачів у виробництві — це контроль над тим, які кінцеві продукти мають вироблятися з цих ресурсів, порівняно з власниками обмежених ресурсів. Іноді використовується як гіпотеза про те, що виробництво товарів і послуг визначається попитом споживачів (а не, скажімо, власниками капіталу чи виробниками).
Суверенітет споживача щодо добробуту — це ідея, що споживач є найкращим суддею щодо свого добробуту (а не, скажімо, політики). Він використовується, щоб стверджувати, що, наприклад, уряд повинен допомагати бідним, надаючи їм грошові перекази, а не надаючи їм продукти, які політики вважають «необхідними».

## Суверенітет споживачів у виробництві
Споживчий суверенітет вперше був визначений Вільямом Гарольд Хаттом  - англійським економістом, прибічником Австрійської економічної школи наступним чином:
Споживач є суверенним, якщо, у своїй ролі громадянина, він не делегував політичним інституціям для авторитарного використання владу, яку він може здійснювати соціально через свою владу вимагати (або утримуватися від вимоги).— 
Подвійне використання слова «потужність» у цьому визначенні дає зрозуміти, що влада споживачів була найважливішою темою в усій концепції. Пізніше Хатт переформулював визначення в подібному значенні:
…контролююча влада, яку здійснюють вільні особи, вибираючи між цілями, над зберігачами ресурсів спільноти, коли ресурси, за допомогою яких можна обслуговувати ці цілі, є дефіцитними.— 
Людвіг фон Мізес один з основоположників Австрійської школи економіки писав "Що повністю руйнує економічну критику капіталізму з боку соціалістів, так це їх нездатність зрозуміти суверенітет споживачів у ринковій економіці".